# 미스 유니버스 2013
제62회 미스유니버스 2013는 2013년 11월 9일에 러시아 모스크바 크로쿠스 시티홀에서 개최되었다. 미스 유니버스 2012 우승자 올리비아 컬포가 새로운 미스 유니버스 2013 우승자 가브리엘라 이슬레르에게 왕관을 수여하였다.

## 결과

### 최종 결과
| 국가               | 참가자 |
| ------------------ | --- |
| 미스 유니버스 2013 | - 베네수엘라 – 가브리엘라 이슬러 |
| 2위                | - 스페인 – 패트리샤 로드리게스 |
| 3위                | - 에콰도르 – 콘스탄자 바에즈 |
| 4위                | - 필리핀 – 아리엘라 아리다 |
| 5위                | - 브라질 – 재클린 올리베이라 |
| Top 10             | - 도미니카 공화국 – 야리타 레예스 - 영국 - 에밀리윌러튼 - 인도 – 마나시 모게 - 우크라이나 – 올가 스토로젠코 - 미국 – 에린 브래디                                       |
| Top 16             | - 중국 – 진예 - 코스타리카 - 파비아나 그라나도스 - 인도네시아 – 우완더리 헤만 - 니카라과 – 나스타스자 볼리바 - 푸에르토리코 – 모닉 페레즈 - 스위스 – 도미니크 린더켄트 |

| 미스 유니버스 개최국                              |                                          |                                             |
| 이전 미스 유니버스 2012 미국 라스베이거스, 네바다 | 현재 미스 유니버스 2013 러시아, 모스크바 | 이후 미스 유니버스 2014 미국 플로리다, 도럴 |

| 미스 유니버스 우승자                       |                                                      |                                                |
| 이전 미스 유니버스 2012 미국 올리비아 컬포 | 현재 미스 유니버스 2013 베네수엘라 가브리엘라 이슬러 | 이후 미스 유니버스 2014 콜롬비아 파울리나 베가 |